# Carex lacustris
Carex lacustris Willd. es una especie de planta herbácea de la familia de las ciperáceas. Puede llegar a tener una biomasa de 4860 kg en pantanos templados. Es originaria de Canadá y norte de los Estados Unidos.

## Taxonomía
Carex lacustris fue descrita por  Carl Ludwig Willdenow y publicado en Species Plantarum. Editio quarta 4(1): 306. 1805.
Etimología
Ver: Carex
lacustris; epíteto latino  que significa "que crece en los lagos y estanques".
Sinonimia
- Anithista lacustris (Willd.) Raf.
- Anithista riparia Raf.
- Carex riparia Muhl.
- Carex riparia var. lacustris (Willd.) Kük.[6][7]